# Référendum d'autodétermination
 (avril 2024).
Si vous disposez d'ouvrages ou d'articles de référence ou si vous connaissez des sites web de qualité traitant du thème abordé ici, merci de compléter l'article en donnant les références utiles à sa vérifiabilité et en les liant à la section « Notes et références ».
 (septembre 2023).
Un référendum d'autodétermination est un vote qui vise à déterminer l'avis de la population d'un territoire sur le régime politique de celui-ci, selon le principe du droit des peuples à disposer d'eux-mêmes.

## Types
Il existe différents types de référendums d'autodétermination :
- le référendum sur l'indépendance ;
- le référendum sur l'autonomie / l'élargissement de l'autonomie ;
- au contraire du précédent, le référendum sur le rapprochement ou l'intégration / la réintégration à un autre territoire.

## Liste

### Référendums sur l'autonomie ou l'élargissement de l'autonomie
- Tokelau, 11-15 février 2006 : référendum pour ou contre devenir un État souverain en association avec la Nouvelle-Zélande. Échec avec 60,07 % de oui (2/3 des voix étaient requises pour l'emporter).
- Vénétie et  Lombardie, 22 octobre 2017 :  référendums sur l'autonomie de l'une et l'autre de ces deux régions, approuvés par les autorités italiennes.

### Référendums sur le rapprochement ou l'intégration
- Colonie de Malte et dépendances (colonie britannique), 11-12 février 1956 : référendum sur l'intégration au Royaume-Uni
- Crimée, 16 mars 2014 : référendum sur le rattachement de la république de Crimée à la Russie.
- Porto Rico, 6 novembre 2012 : référendum non contraignant sur le statut du territoire.
- Porto Rico, 11 juin 2017 : référendum non contraignant sur le statut du territoire.
- Porto Rico, 3 novembre 2020 : référendum non contraignant sur le statut du territoire.
- Porto Rico, 5 novembre 2024 : référendum non contraignant sur le statut du territoire.